# Organizzazione militare dei Goti
I Goti, Gepidi, Vandali e Burgundi facevano parte di un gruppo di popolazioni provenienti dalla Germania orientale che vennero a contatto con Roma Antica nella cosiddetta tarda antichità. In questo periodo queste popolazioni mossero quasi costantemente guerra, in veste di alleati o avversari, contro l'Impero romano, gli Unni e altre tribù germaniche. La dimensione e la composizione sociale di queste popolazioni rimangono fonte di dibattiti e ricerche.

## Storia

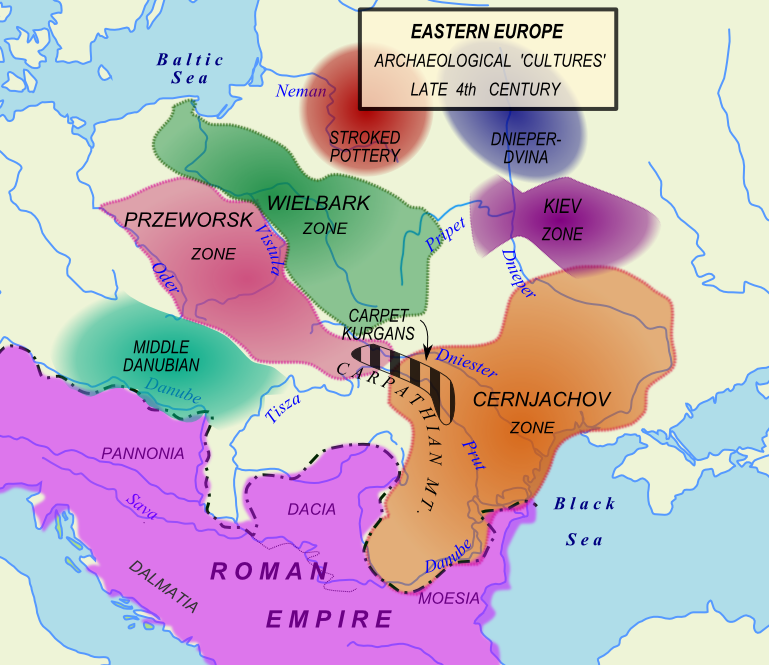
Le origini dei Goti, III secolo

Nel III secolo alcune tribù associate con la cultura di Wielbark, stanziate nei pressi del mar Baltico, abbandonarono la Scandinavia e, seguendo i fiumi Vistola, Bug Occidentale e il Nistro, si stanziarono fra le steppe del mar Nero, mescolandosi con Daci, Sarmati, Bastarni e altre tribù. Queste popolazioni germaniche improntarono usi e costumi facendo evolvere la cultura di Černjachov.
Nello stesso periodo una parte dei Vandali e dei Burgundi presero altri percorsi: i Vandali, verso le pianure del Danubio centrale; i Burgundi, verso la riva sinistra del fiume Oder.
Popolazioni nomadi a cavallo, armati di arco, inclusi Roxolani, Iazigi, Aorsi, Alani e Taifali, avevano a lungo dominato sin dal 1200 a.C. il territorio che andava dalle pianure del Danubio fino alle steppe del mar Nero. Nonostante l'invasione dei Goti e Vandali, gli eserciti dei quali erano principalmente formati da agricoltori appiedati; Sarmati, Taifali e Alani riuscirono a preservare il loro dominio in alcune aree, almeno sino alla comparsa degli Unni.
I Goti vissero divisi in due o più gruppi dalla fine del III secolo sino al IV secolo: i Tervingi vissero tra il Danubio e i Carpazi, a ovest del fiume Nistro; i Grutungi, e forse anche altri gruppi, a est.
Lo storico goto-romano Giordane, vissuto nel VI secolo, descrisse un vasto regno dei Grutungi alla fine IV secolo; però un altro storico, Ammiano Marcellino, che visse proprio in quegli anni, non ne fa cenno. Molti storici moderni, come Peter Heather e Michael Kulikowski, dubitano in ogni caso che questo regno fosse significativamente grande e suggeriscono la possibilità di una sua suddivisione in piccoli regni.

### Regni nell'Impero romano
Questi gruppi di Goti dovettero affrontare dei duri conflitti interni e gli Unni ne approfittarono per attaccarli alla fine del IV secolo. Come conseguenza il grosso dei Goti si rifugiò entro i confini dell'Impero romano; due tribù, Visigoti e Ostrogoti, presero il sopravvento sugli altri e li assorbirono tra le loro file. Un altro gruppo, i Goti di Crimea, sopravvisse nell'omonima penisola.
I regni dei Visigoti e dei Burgundi in Gallia caddero per mano di Clodoveo I durante l'invasione dei Franchi nei primi anni del VI secolo; il regno vandalo nel Nordafrica e il regno ostrogoto in Italia e Illiria caddero per mano di Giustiniano durante la riconquista bizantina a metà del VI secolo. Il regno visigoto in Spagna sopravvisse, nonostante la perdita del territorio gallico, fino ai primi dell'VIII secolo con la conquista islamica della Spagna.

### Organizzazione militare e civile nei Goti del III e IV secolo

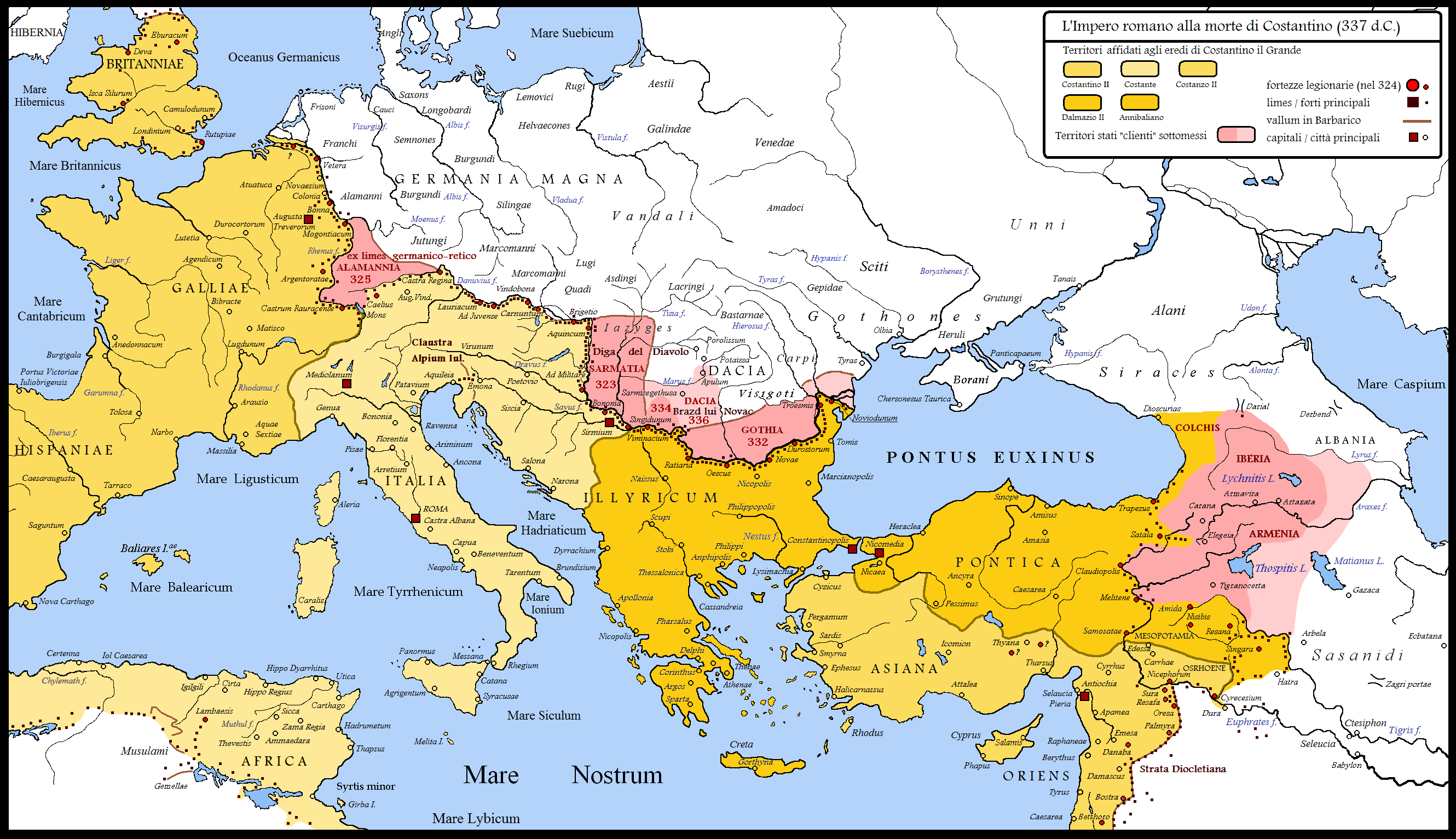
L'impero romano alla morte di Costantino I nel 337

Le tribù gotiche non avevano eserciti permanenti, ma erano formati da volontari o arruolati a forza per periodi circoscritti e limitati. Dopo un certo periodo costoro tornavano a lavorare la terra come agricoltori. La maggior parte di essi combattevano e si muovevano a piedi, ma molti altri erano equipaggiati in sella a un cavallo.
La fanteria, analogamente al legionario romano, aveva lance, giavellotti e scudi; erano in uso anche spade e archi. A differenza dei Romani, in pochi potevano permettersi armature in metallo.
Le tribù gotiche del III e IV secolo non potevano paragonarsi all'Impero romano né come popolazione né come territorio sotto controllo. I Tervingi del IV secolo stanziavano su un territorio pari all'incirca a 100 000 km², situati tra i monti Carpazi e i fiumi Olt, Danubio e Prut. L'Impero romano all'epoca controllava un territorio vasto all'incirca 1 500 000 km². La perdita di un'armata avrebbe lasciato le tribù gotiche alla mercé degli attacchi dei Romani; la distruzione di un'armata romana avrebbe solo comportato un richiamo di altre forze, come successe dopo la battaglia di Adrianopoli (378). Perciò le forze militari gotiche del III e IV secolo non potevano permettersi di correre troppi rischi, rispetto a quello romane.
I Goti stanziavano in insediamenti non fortificati, formati da fattorie lungo i principali corsi d'acqua. Questi insediamenti erano vulnerabili ad attacchi da parte di Romani, Unni e altre popolazioni, fossero anche piccole scorrerie.
In seguito furono costruiti due valli in stile romano nella regione compresa tra Ucraina, Moldavia e Romania: il vallo di Atanarico e il vallo grutungio, anche noti rispettivamente come vallo di Traiano Inferiore e vallo di Traiano Superiore. Il primo tradizionalmente lo si attribuisce ad Atanarico, re dei Tervingi, anche se esistono seri dubbi vista la complessità di costruzione; il secondo fu fatto costruire dai Grutungi per difendersi dagli Unni.
L'Imperatore d'Oriente Valente invase i territori tervingi nel 367 e nel 369. Atanarico evitò la battaglia e, con le sue genti, abbandonò le pianure del Danubio e rifugiandosi tra i monti Carpazi.
(Ammiano Marcellino, Historiae, libro XXXI, cap. 3)

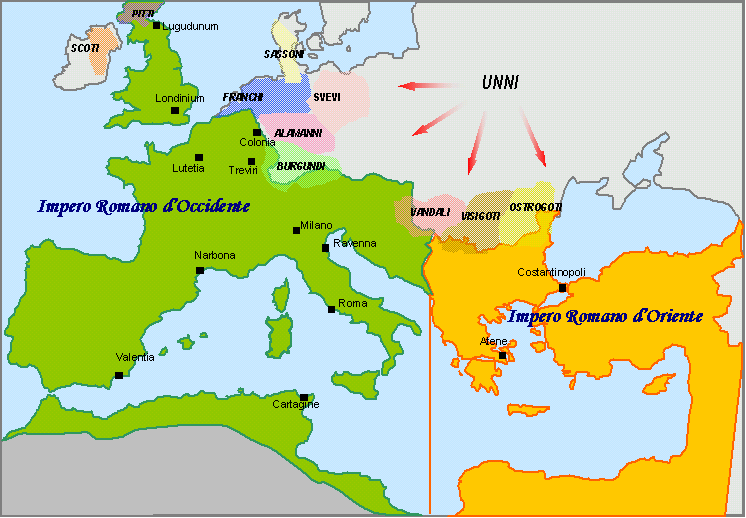
L'impero romano alla morte di Teodosio nel 395

L'Impero romano fortificò la maggior parte di città e i presidi di frontiera nel III e IV secolo. Gli insediamenti erano relativamente al sicuro dagli attacchi dei Goti.
I Goti potevano assalire obiettivi non fortificati, incluse molte città non munite di difesa nel III secolo. Ma, generalmente, erano piccoli insediamenti o delle villae, man mano che, per tutto il IV secolo, le città si rinforzavano sempre più. Alternativamente attaccavano anche città fortificate, facendo affidamento sulla sorpresa, su atti di tradimento, su assedi militari.
Nel III secolo molte spedizioni militari dei Goti avvennero per mare, ma nel IV secolo queste cessarono quasi del tutto, privilegiando quelle via terra.
Come le popolazioni gotiche che si stanziavano nel territorio dell'Impero raggiunsero un numero sempre maggiore, iniziarono i conflitti con le forze romane, come nel caso della guerra gotica (376-382).

### Principali conflitti
I più importanti conflitti dei Goti in quel periodo includono:
- Incursione nell'Istria nel 238.[13]
- Spedizione a Marcianopoli nel 249.[13]
- Spedizione a Filippopoli capeggiata dal re Cniva fra il 250 e il 251.[13]
- Incursioni marittime nei Balcani nel 252.[14]
- Incursioni marittime in Asia Minore nel 256.[15][16][17]
- Incursioni marittime nel mar Egeo nel 268.[15][18]
- Incursioni nel Balcani nel 279.[19]
- Incursioni di Aureliano nel nord del Danubio nel 271[20]
- Incursioni di Goti in Asia Minore (275) )[21]
- Incursione di probabili Goti nei Balcani (verso il 330)[22]
- Invasione nel nord del Danubio da parte di Costantino II nel 332. Centomila goti vengono sterminati; Ariaricu, figlio del re goto, catturato.[23][24][25][26][27]
- Campagna di Costantino sulla sponda sinistra del Basso Danubio (oggi Romania). Costantino ottiene il titolo di Dacicus Maximus[28][29]
- Invasione da parte dei romani di Giuliano in Persia nel 363 circa[30]
- Guerra civile tra Procopio e Valente nel 365[31][32][33]
- Spedizioni di Valente contro i Tervingi dal 367 al 369.[34]
- Incursioni unne sui Greutungi, nel 370.[32][35][36][37][38]
- Incursioni unne sui Tervingi, nel 376.[32][35][36][37][38]
- Rivolta dei Goti nei Balcani, dal 376 al 382[39][40][41][42][43][44]
- Guerra civile Gotica tra Fritigerno e Atanarico, data ignota ma Socrate Scolastico la pone prima del 376)[45], Zosimo dopo il 376.[32]
- Odoteo attraversa il Danubio prima del 383, secondo Zosimus[46][47][48]

Tra le più note battaglie dei Goti vi sono:
- La battaglia di Abrittus nel 251;
- La battaglia di Naisso nel 269;
- La battaglia di Marcianopoli, nel 376;
- La battaglia dei Salici nel 377;
- La battaglia di Adrianopoli nel 378;

## Forze militari dei Goti e dei Vandali nell'esercito tardo romano
L'esercito tardo romano (a oriente, esercito bizantino) reclutava spesso soldati non romani fra le unità regolari, in aggiunta a contingenti alleati che rimanevano separati in qualità di laeti e foederati. Benché la maggior parte dei legionari fossero romani, sempre più numerosi erano quelli cosiddetti barbari.
Tra le battaglie rilevanti di questo periodo, importante fu la battaglia del fiume Frigido avvenuta nel 394.

## Contingenti di Goti e di Vandali nell'esercito unno
Dall'inizio del V secolo, gli Unni stabilirono la loro egemonia nell'Europa centrale e orientale soggiogando e sostituendosi agli invasori presenti nel controllo del territorio. I conquistatori unni ebbero perciò a loro disposizione risorse di popoli soggetti che erano richiesti per supplire, con forze addizionali, ulteriori spedizioni e successive conquiste. Il più noto dei loro capi fu Attila, il quale col tempo arrivò a sfidare la supremazia dell'Impero romano.
Dopo la morte di Attila, uno dei capi sottomessi, Ardarico re dei Gepidi, intraprese una guerra civile contro i contendenti unni alla guida, coalizzandosi con molte altre tribù soggette per separarsi d questi e riottenere l'indipendenza.
Battaglie rimarchevoli concernenti forze vandale entro l'esercito unno includono la battaglia dei Campi Catalaunici, detta anche battaglia di Chalons, nel 451; e la battaglia del fiume Nedao, nel 454.

## Esercito visigoto

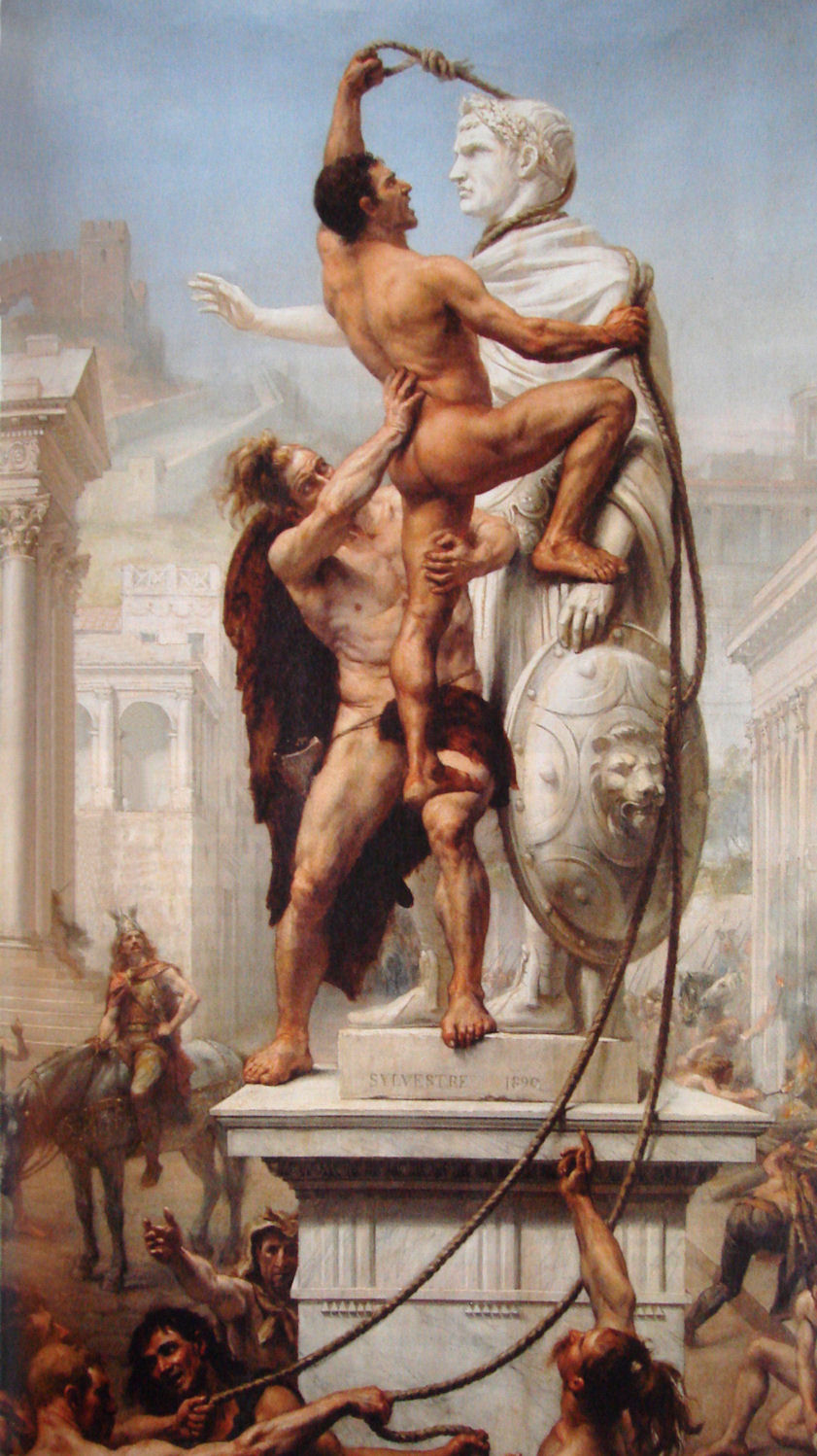
Sacco di Roma, Joseph-Noël Sylvestre, 1890

Durante la guerra gotica, ribellione avvenuta dal 377 al 382, un gruppo misto di Goti si stabilì in Mesia. Nel 390 Alarico re dei Visigoti, divenne cliente dell'Impero romano.
Tra il 395 e il 418, Alarico, Athawulf (Adolfo) e i loro diretti successori organizzarono molte campagne militari, offrendosi come mercenari, e spostando le loro basi operative dai Balcani orientali (nel 395), a quelli occidentali (nel 397), all'Italia (nel 408) e in Aquitania (nel 415).
Questi continui movimenti devono aver suddiviso e modificato l'esercito rispetto al nucleo originale.
Le battaglie più note di questo periodo comprendono:
- Battaglia di Pollenzo, nota come la battaglia della piana di Pollentia, vicino ad Asti, nel 402;
- Battaglia di Verona, nel 402;
- Assedio di Roma, nel 410;
- Battaglia di Narbona, nel 436;
- Battaglia di Catalauni (oggi Châlons-en-Champagne) , nel 451;
- Battaglia di Voglada (oggi Vouillé (Vienne)), nel 507;
- Battaglia del Guadalete, nel 711;

## Esercito vandalo dal 406 al 534
Al tempo della guerra vandalica i Vandali, differentemente dalle altre nazioni germaniche, devono aver convertito le loro forze militari in un esercito formato essenzialmente da cavalleria. Ciò era dovuto verosimilmente come reazione alla maggiore mobilità dei berberi e di altre tribù presenti nel Nordafrica.
Non ci sono prove che le popolazioni dell'Africa romanizzata servirono militarmente nell'esercito dei Vandali.
Alcune battaglie rimarchevoli combattute dai Vandali in questo periodo furono:
- Il Sacco di Roma nel 455;
- Battaglia di Ad Decimum, nei pressi di Cartagine, nel 533;
- battaglia di Ticameron, sempre nei pressi di Cartagine, nel 533;

## Esercito ostrogoto dal 489 al 553

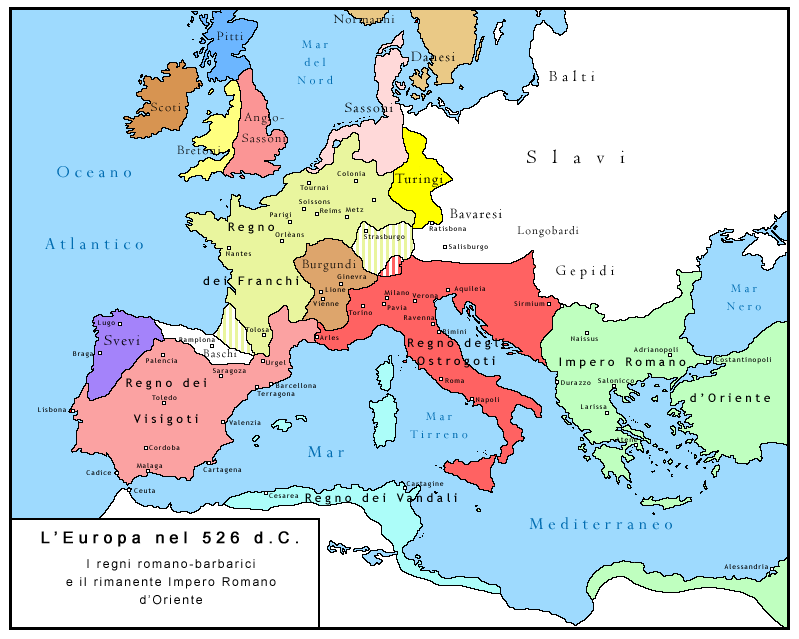
L'invasione dei Goti in Europa nel 526

L'esercito ostrogoto deve aver avuto una struttura modellata da quella bizantina dell'epoca (diviso in diverse armata ed eserciti di frontiera).
Anche nel regno ostrogoto, come nel tardo Impero romano, si proseguì a erigere mura intorno alle città e costruire fortezze.
Gli eserciti italo-ostrogoti, come quelli del Tardo Impero Romano e Bizantini, usavano trasportare con loro riserve di cibo e altre vettovaglie da zone sicure a zone di guerra, a differenza dei primi eserciti originari dei Goti, i quali depredavano il cibo ove si trovavano.
Le battaglie più significative degli Ostrogoti in questo periodo sono:
- Battaglia dell'Isonzo, nel 489;
- Battaglia di Verona, nel 489;
- Battaglia di Faventia (oggi Faenza), nel 542;
- battaglia di Tagina (oggi Gualdo Tadino, nel 552;
- Battaglia dei Monti Lattari, non molto distante dal Vesuvio, nel 553;

## Armi e armature
Ci sono poche prove dirette circa l'equipaggiamento militare dei Goti dell'epoca. Ma ci sono invece molte più prove riguardo all'equipaggiamento militare di Romani, Vandali e Germani Occidentali, dai quali possiamo dedurre alcuni aspetti che adottarono i Goti.

### Armi ad armature romane e germaniche
Generalmente parlando, c'erano poche differenze tra soldati romani e germani ben equipaggiati, tenendo inoltre conto che molti Germani servirono come soldati negli eserciti romani. La differenza era che l'esercito romano aveva più capacità di dotare i propri soldati di un buon equipaggiamento rispetto agli eserciti germanici.

#### Lance
Le testimonianze figurative dell'epoca tardo romana, incluse monumenti a scopo di propaganda, lastre tombali, reperti funerari, e l'affresco romano dell'Esodo, spesso mostrano il soldato romano con una o due lance; una lapide mostra un soldato con cinque giavellotti

#### Spade
Raffigurazioni di quest'epoca, inoltre, mostrano vere e proprie spade romane. 
Testimonianze archeologiche mostrano che il gladio era caduto in disuso; le “semispathae”, versione corta delle “spathae”, sostituirono i vecchi “pugiones”, mentre le più lunghe “spathae” sostituirono i più corti gladii, rendendo più agevole il combattimento a cavallo. Queste lame erano a doppio filo come le precedenti.

#### Archi
Altre rappresentazioni artistiche, come lamine, punte di freccia e sostegni per archi, rivelano l'uso di archi compositi da parte dei Romani dell'epoca.

#### Scudi
Ritrovamenti di borchie, anche alcuni scudi completi fra le rovine di una fortezza presso Dara in Mesopotamia assieme a diverse raffigurazioni rivelano che la maggior parte dei fanti romani e parte della cavalleria romana erano dotati di scudi.

#### Armature
Benché le raffigurazioni a noi note, incluse lapidi e tombe, solitamente mostrano soldati senza armature, prove archeologiche rivelano l'uso di armature a scaglie, maglie di ferro ed elmetti.

### Prove sperimentali
Moderni fabbri, rievocatori storici e archeologi sperimentali riescono a duplicare armi e armature dell'età tardo antica utilizzando la tecnologia dell'epoca.
Punte di lancia non elaborate (incluse quelle usate per giavellotti) possono richiedere due ore e mezza di forgiatura, mentre le spade richiedono dalle 37 fino alle 110 ore ciascuna, nel caso di acciaio damascato.
Armature a maglie di ferro richiedono normalmente 600 ore di forgiatura.

## Terminologia militare

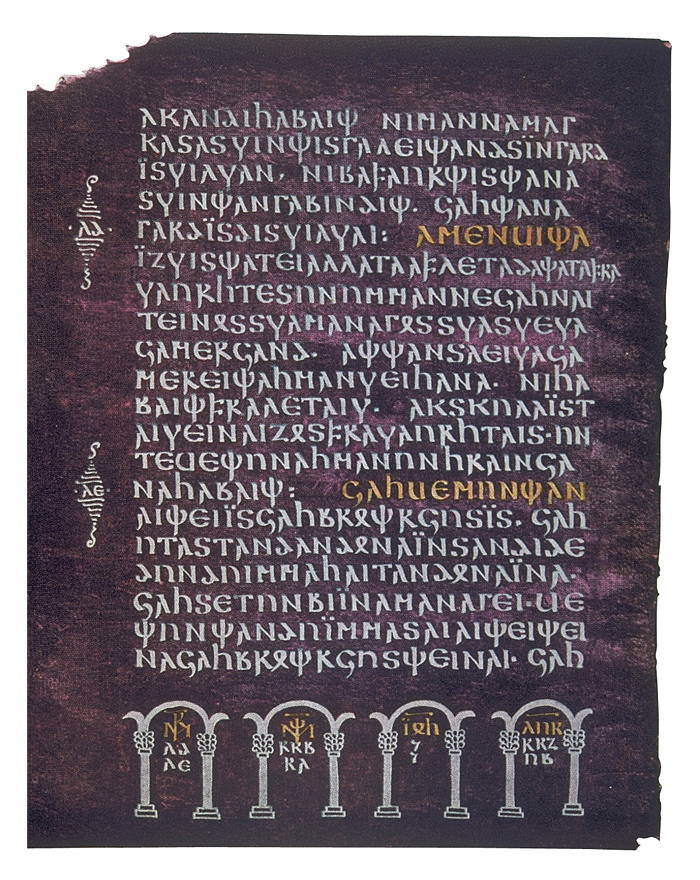
Pagina dal Codex Argenteus, manoscritto in lingua gotica del Nuovo Testamento, realizzato nella prima metà del VI secolo in Italia settentrionale

Attraverso la traduzione in lingua gotica della Bibbia, operata dal missionario goto Ulfila, cristiano di confessione ariana vissuto dal 311 al 388 circa possiamo apprendere molti termini militari in auge presso i Goti del IV secolo, impiegati dal vescovo per descrivere l'esercito romano del I secolo. Questi termini riflettono il tipo di organizzazione militare dei Goti, mutuati dall'influenza romana in terra germanica e da quella degli Unni. I termini conosciuti includono, tra gli altri:
- Drauhtinon = andare in guerra[71]
- Gadrauhts = soldato o milite[72][73]
- Hundafaþs = descrizione del centurione romano[74][75]
- Hundertschaft = una centuria, tipica unità di truppe germaniche formata da un centinaio di uomini. Letteralmente significa "gruppo di cento"
- Harjis = esercito, armata[76][77]
- Hansa = descrizione di una coorte romana[78]. Assunse tra i Goti il significato di banda di guerrieri armati; da questo giunge in seguito l'aggettivo "anseatico" (vd. lega anseatica)
- Hairus = spada[79]